# もじゃ (お笑い芸人)
もじゃ（1981年4月19日 - ）は、SMA NEET Project所属のお笑い芸人。女芸人No.1決定戦 THE W2024ファイナリスト。

## 来歴
幼少期から高校卒業まで地元の花巻市で過ごし、祖父・祖母やおじも住んでいた大所帯の下で生まれる。当時のもじゃは本人曰く「人見知りの超シャイガール」らしく、外で元気に遊ぶよりも家で大人しく『加トちゃんケンちゃんごきげんテレビ』『ダウンタウンのガキの使いやあらへんで!』などを観ていたほど典型的なテレビっ子だった。中学時代には『金曜ロードショー』を観てスタジオジブリの「魔女の宅急便」「となりのトトロ」に感化され声優を志し、両親へ相談してみるも高校は卒業してほしいと言われたため仕方なく地元の岩手県立花巻南高等学校に進学。中高続けて目立たない存在であり芸人の道については考えていなかったものの、大学への進学も興味を持てずにずっと憧れていた声優を目指し東京都内の専門学校東京アナウンス学院へ入学するため上京した。
専門学校での1年終わりの頃、声優も役者として括られたため初めて舞台上での演劇を経験したことで面白さを覚え、2年昇級時に声優科から演技科へ切り替えた。勉強を続ける内に舞台役者になりたいと思い始め、卒業間際になって様々な劇団・プロダクションが集まる説明会が行われ、その中には三宅裕司が主宰を務める劇団スーパー・エキセントリック・シアターもありお笑いやダンスなどが何でもできる劇団ということで、その劇団の養成所に入ろうとオーディションを受けることを決意。合格後はエンターテイメントに必要なスキルを学んだものの、劇団には入れずじまいだったが歌舞伎町のドン・キホーテでアルバイトしつつフリーの役者として活動を始めた。
知り合いの伝手などで舞台に登壇したり、ミュージカルの旅公演を行う劇団やゲストを迎えてコメディをやる劇団と共に芝居を熟していく内に、当時から体当たりでインパクトの強い芝居が得意だったもじゃは周りから芸人転向を勧められることも多かったという。当時はフリーの役者としては食っていけず、27歳から約3年間はマッサージ師のバイトをほぼ週7で行なっていたため貯金も貯まってきた頃、元芸人が主宰の劇団から誘いを受けたことで舞台への熱が上がり役者活動を再開した。元芸人の主宰する劇団だけあって共演者にもお笑いの得意な者が多く、一緒の芝居に出たガンジー横須賀からコンビ結成の提案を受け、芸人への憧れはずっと燻っていたもののその頃はピン芸人としてやっていく勇気が出ず一歩踏み出せなかったもじゃは「あっ、こんなに面白い人と組めるんだったら、ちょっとお笑いをやってみようかな」と受け入れた。
2011年4月、ガンジー横須賀とコンビ「べっこちゃん」を正式に結成。当初からフリーとしてしばらく活動していたが、事務所入りを検討する時期となったためガンジーの知り合いから現在の事務所を紹介され2013年から所属。ネタはガンジーが作っており、コントと漫才（M-1グランプリ2017にて3回戦進出）両方を演じていたが特に型破りなコントは定評があったという。だが2019年10月を以てべっこちゃんは方向性の違いによって解散、これを機に事務所退社及び芸人引退を覚悟しつつマネージャーの平井精一へ解散を報告しに行ったところ、お互いがそれぞれで芸人を続けていくことをアドバイスされた上に激励を受け、ピン芸人として活動を続けようと決めて現在に至る。

## 芸風
主にコントで、個性的かつ「いそうでいない」キャラに扮するネタが多い。女芸人No.1決定戦 THE Wでは2021年大会は準決勝進出、2024年大会にて初の決勝進出となりAブロック4番手でコント「回収車」を披露するも、にぼしいわし（優勝）に5-2で敗れた。
同じ事務所の芸人同士でユニットを組むこともあり、マツモトクラブ・しゃばぞうとの「マンプクトリオ」はキングオブコント2021にて準決勝進出を果たした。

## 出演
- 有田ジェネレーション（TBSテレビ）  - べっこちゃん時代に出演。
- 白黒アンジャッシュ（千葉テレビ） - マンプクトリオとしての出演。
- 出没!アド街ック天国（テレビ東京）
- ザ・細かすぎて伝わらないモノマネ（フジテレビ）